# Vogtlands voetbalkampioenschap
Het Vogtlands voetbalkampioenschap (Duits: Gauliga Vogtland) was een van de regionale voetbalcompetities van de Midden-Duitse voetbalbond in de regio Vogtland, die bestond van 1906 tot 1933. De kampioen plaatste zich telkens voor de Midden-Duitse eindronde en maakte zo ook kans op de nationale eindronde.
De competitie werd opgericht in 1906, maar fungeerde dat seizoen nog als tweede klasse van de 1. Klasse Südwestsachsen. 1. Vogtländischer FC Plauen speelde in de 1. Klasse. Het tweede elftal van deze club werd de eerste kampioen van de 2. Klasse. In 1907 werd de competitie dan verheven tot eerste klasse. Door het uitbreken van de Eerste Wereldoorlog werd in 1914/15 geen competitie gespeeld. Nadat in 1915/16 wel een competitie gespeeld werd werd de competitie van 1916/17, die op 25 november 1916 zou beginnen uitgesteld naar 7 januari 1917, met dezelfde vijf teams. Er is echter niets bekend dat de competitie al dan niet gespeeld werd, er was alleszins geen deelnemer aan de eindronde dat jaar. De volgende twee jaar vond er alleszins geen competitie plaats. 
In 1919 reorganiseerde de voetbalbond de competities. De competities van Vogtland, Göltzschtal en West-Saksen werden verenigd onder de nieuwe Kreisliga Westsachsen. Bij sommige andere Kreisliga's bracht dit weinig veranderingen met zich mee omdat de sterkere reeds bestaande competitie bleef verder bestaan en de andere competities gedegradeerd werden tot tweede klasse. Bij deze Kreisliga waren nu wel alle drie de competities vertegenwoordigd in de hoogste klasse. Sterker nog, Konkordia Plauen won alle vier de titels. 
In 1923 werd deze hervorming ongedaan gemaakt en gingen beide competities opnieuw zelfstandig verder als Gauliga Westsachsen, Gauliga Göltzschtal en Gauliga Vogtland.
Vanaf 1930/31 werden ook de clubs uit de competitie Göltzschtal bij Vogtland gevoegd. De eerste twee seizoenen waren er nog twee aparte groepen, maar in 1932 werden deze samen gevoegd.
In 1933 kwam de Nationaalsocialistische Duitse Arbeiderspartij aan de macht en werden de overkoepelende voetbalbonden en hun talloze onderverdelingen opgeheven om plaats te maken voor de nieuwe Gauliga. Drie clubs plaatsten zich voor de Gauliga Sachsen. 

## Erelijst
- 1907 1. Vogtländischer FC Plauen II (*)
- 1908 FV Wettin Plauen
- 1909 FC Appelles Plauen
- 1910 FC Appelles Plauen
- 1911 FC Appelles Plauen
- 1912 FC Conkordia Plauen
- 1913 FC Appelles Plauen
- 1914 FV Konkordia Plauen
- 1915 Geen competitie
- 1916 FV Konkordia Plauen
- 1917  Geen competitie
- 1918  Geen competitie
- 1919  Geen competitie
- 1924 SubC Plauen
- 1925 SuBC Plauen
- 1926 Konkordia Plauen
- 1927 SuBC Plauen
- 1928 SuBC Plauen
- 1929 SuBC Plauen
- 1930 1. Vogtländischer FC Plauen
- 1931 SV 1912 Grünbach
- 1932 1. Vogtländischer FC Plauen
- 1933 SpVgg Falkenstein

(*) Tweede klasse

## Eeuwige ranglijst

### Kampioenen
| Club                        | Titels |
| --------------------------- | ------ |
| SuBC Plauen                 | 5      |
| Konkordia Plauen            | 3      |
| FC Appelles Plauen          | 3      |
| 1. Vogtländischer FC Plauen | 2      |
| FV Wettin Plauen            | 1      |
| FC 02 Schedewitz            | 1      |
| SpVgg 06 Falkenstein        | 1      |
| SV 1912 Grünbach            | 1      |

### Seizoenen eerste klasse
Onderstaand overzicht van seizoenen Vogtland (vanaf 1907) en Göltzschtal (vanaf 1912, paars weergegeven). 
 = Göltzschtal
| Club                        | /18 | Periode (1907-1915, 1915-1916, 1923-1933) |
| --------------------------- | --- | ----------------------------------------- |
| SV Konkordia Plauen         | 18  | 1907-1914, 1915-1916, 1923-1933           |
| 1. Vogtländischer FC Plauen | 18  | 1907-1914, 1915-1916, 1923-1933           |
| VfB 06 Auerbach             | 11  | 1912-1914, 1923-1931, 1932-1933           |
| VfB Plauen                  | 10  | 1923-1933                                 |
| Plauener SuBC               | 10  | 1923-1933                                 |
| SpVgg 06 Falkenstein        | 10  | 1923-1933                                 |
| 1. FC 1907 Reichenbach      | 10  | 1923-1933                                 |
| VfR 1919 Plauen             | 10  | 1923-1933                                 |
| SpVgg 09 Plauen             | 9   | 1923-1931, 1932-1933                      |
| FC Teutonia 1911 Netzschkau | 9   | 1924-1933                                 |
| VfB Lengenfeld 1908         | 7   | 1926-1933                                 |
| FC Apelles Plauen           | 7   | 1907-1914                                 |
| SC 1909 Markneukirchen      | 7   | 1925-1932                                 |
| SV Sportlust Mylau          | 6   | 1923-1929                                 |
| FC Britannia 1904 Plauen    | 6   | 1908-1914                                 |
| Elsterberger BC 1912        | 6   | 1926-1932                                 |
| Plauener BC 05              | 5   | 1909-1914                                 |
| FV Wettin Plauen            | 5   | 1907-1911, 1915-1916                      |
| SV 1912 Grünbach            | 4   | 1929-1933                                 |
| SV Sturm Rebesgrün          | 4   | 1927-1930, 1931-1932                      |
| FC Sturm Reichenbach        | 4   | 1928-1932                                 |
| SV 1911 Treuen              | 3   | 1913-1914, 1924-1926                      |
| FC Germania Plauen          | 3   | 1907-1910                                 |
| SV Georgenthal              | 2   | 1931-1933                                 |
| Falkensteiner FC            | 2   | 1912-1914                                 |
| Falkensteiner BC            | 2   | 1912-1914                                 |
| FC Hubertia Falkenstein     | 2   | 1912-1914                                 |
| FC Sportfreunde Auerbach    | 2   | 1912-1914                                 |
| PSV Plauen                  | 2   | 1927-1929                                 |
| SC Merkur 06 Oelsnitz       | 2   | 1929-1931                                 |
| FC Wacker Plauen-Reusa      | 2   | 1910-1912                                 |
| FC Plavia Plauen            | 1   | 1907-1908                                 |
| VfB Rodewisch               | 1   | 1930-1931                                 |
| ATV Plauen                  | 1   | 1915-1916                                 |
| FC Sachsen Plauen           | 1   | 1915-1916                                 |

1906/07 · 1907/08 · 1908/09 · 1909/10 · 1910/11 · 1911/12 · 1912/13 · 1913/14 · 1914/15 · 1915/16 · 1923/24 · 1924/25 · 1925/26 · 1926/27 · 1927/28 · 1928/29 · 1929/30 · 1930/31 · 1931/32 · 1932/33